# 巴庫拉斯
23°48′23″N 121°00′09″E / 23.80651°N 121.002461°E
巴庫拉斯，臺灣地名，海拔約530公尺，位於南投縣信義鄉地利村，鄰濁水溪畔，被丹大溪、臥龍溪圍繞，為布農族卡社群的舊部落，其名意指「河岸地勢平坦、水源豐沛的好地方。」
日治時期，為便於管理布農族人，於1936年遷村，搬到現今潭南、雙龍、地利等地，自此巴庫拉斯便成人煙罕跡之地，僅留存布農族石板屋建築遺址，因年久荒廢，許多遺址都受風雨侵襲下損壞，多半剩石牆仍佇立著。約1970年代，阿順伯為找尋藥草來到巴庫拉斯，並向林務局申請土地承租，以方便每次上山採藥可就此定居，最久可待上2個月。1994年，宋賢明為溪釣而上山尋磯，在巴庫拉斯遇到阿順伯在採集藥草，因此被這裡的生態環境給吸引，於是就搬來定居，並開設農莊，選在石板屋遺址搭建，並以推廣當地的生態旅遊為生。
在前往巴庫拉斯之前，路途上會經過姑姑山，這裡環境恰與巴庫拉斯相似，加上位置相近，曾於1958年間傳出有位商人在此挖掘出日治時期日軍埋藏的寶物，因而被軼傳巴庫拉斯也藏有寶物。
前往巴庫拉斯唯一交通是臺16線，再接循產業道路可抵達。以水出發起算，總路程30.5公里，沿途會經過雙龍、地利、合流坪（五里亭）等地。由於巴庫拉斯地處深山，距最近的部落——地利也得耗費車程1.5小時至2小時，故交通不便，位置偏遠，使得油電供給受十分限制，求醫療傷也得在來行前準備好藥品，以便急救之用。

## 解
1. ↑  根據吳昂謹的論文中，於章節《實證基地》記載，巴庫拉斯原本是叫「瑪庫拉斯」，是後來被翻譯成巴庫拉斯[1]。
2. ↑  報上僅記載「近三十年」，根據當時刊載日期2001年5月2日推算，大約於1970年代，因此無法以準確時間指出[5]。
3. ↑  根據吳昂謹的論文中，於章節《實證基地》記載，水里到巴庫拉斯車程90分鐘[1]。